# ブルース・イン・ニューヨーク
『ブルース・イン・ニューヨーク』（Lackawanna Blues）はアメリカ合衆国のテレビ映画で、放映は2005年。
ルーベン・サンティアゴ・Jrの自伝的ストーリーで、1950年代から60年代のニューヨーク州のはずれにあるエリー郡ラカワナ市を舞台としている。
人種分離政策時代、アフリカ系アメリカ人たちは極めて狭いコミュニティー内で生きることを余儀なくされた。その時代を背景に、アパート所有者のレイチェルの元に集まる一風変わった境遇の人々が織り成す人生ドラマを、少年時代の作者の視点から映し出す。ナニー（Nanny,ばあや・おばちゃんの意）と呼ばれ親しまれるレイチェルは、自分の周りにいる家族でも親戚でもない人々を自然引き寄せ絆を生み出すという天性の才能を持っていた。
映画全体にブルースやジャズ音楽が散りばめられたり、アフロ・アメリカ人特有の文法、発音を持つ黒人英語（黒人ダイアレクト）・習慣・料理（ソウルフード）・パーティー・ダンス・歴史に彩られるなど、アフロ・アメリカ人文化が強く反映された作品となっている。
作品自体高い評価を受けてプライムタイム・エミー賞 作品賞 (テレビ映画部門)にノミネートされた。
ブルースシンガーのロバート・ブラッドリーが作中もブルースシンガーとして登場するほか、ラッパー・俳優であるモス・デフもブルース歌手としてジャンプ・ブルース曲を2曲披露している。

## 出演
- S・エパサ・マーカーソン：レイチェル（2006年ゴールデングローブ賞最優秀女優賞受賞）
- モス・デフ：バンドリーダー
- デルロイ・リンドー：ミスター・ルシウス
- テレンス・ハワード：ビル・コスビー
- アーニー・ハドソン：ディック・バリモア
- メイシー・グレイ：ポーリン
- カルメン・イジョゴ：アレアン
- ルイス・ゴセット・ジュニア：オレム・テイラー
- ロージー・ペレス：バーサ
- リーヴ・シュレイバー：ユリシーズ・フォード
- ジェフリー・ライト：ミスター・ポール
- ルーベン・サンチャゴ＝ハドソン：フレディ・コブス
- ジミー・スミッツ：ルーベン・サンティアゴ・Jr